# كراش هولي
مايكل جون لوكوود (بالإنجليزية: Crash Holly)‏ (25 أغسطس 1971-6 نوفمبر 2003) المشهور باسم الحلبة كراش هولي أو ببساطة كراش هو مصارع محترف أمريكي.

## وصلات خارجية
- كراش هولي على موقع IMDb (الإنجليزية)
- كراش هولي على موقع قاعدة بيانات الفيلم (الإنجليزية)
- كراش هولي على موقع دبليو دبليو إي (الإنجليزية)
- كراش هولي على موقع WrestlingData.com (الإنجليزية)
- كراش هولي على موقع CageMatch worker (الإنجليزية)
- كراش هولي على موقع قاعدة بيانات المصارعة على الإنترنت (الإنجليزية)
- كراش هولي على موقع عالم المصارعة على الإنترنت (الإنجليزية)
- كراش هولي على موقع عالم المصارعة على الإنترنت (الإنجليزية)

- الملف الشخصي
- كراش هولي في قاعدة بيانات الأفلام على الإنترنت.